# Oenanthe smithii
Oenanthe smithii är en flockblommig växtart som beskrevs av Hewett Cottrell Watson. Oenanthe smithii ingår i släktet stäkror, och familjen flockblommiga växter. Inga underarter finns listade i Catalogue of Life.